# ILiad

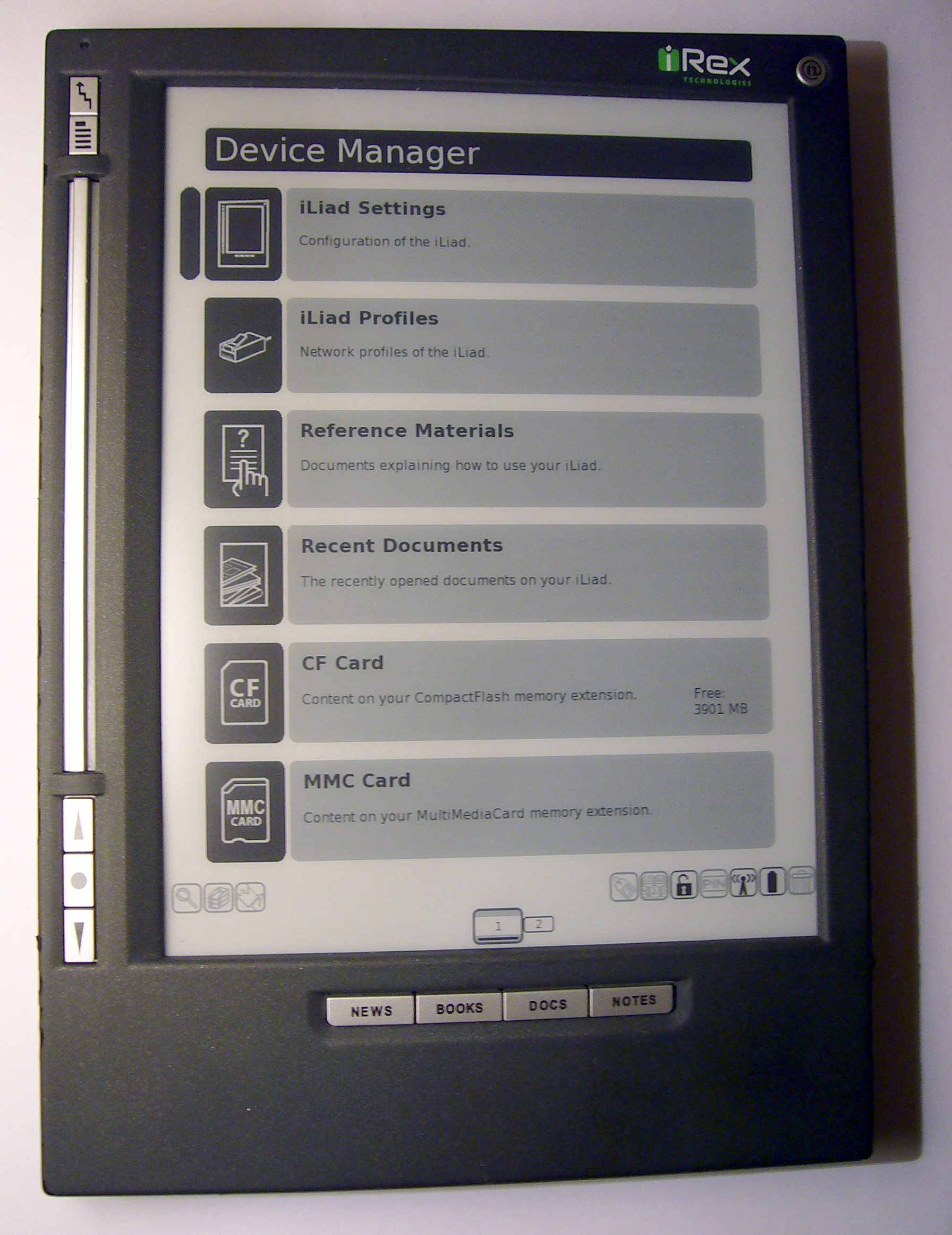
Zweite Version des iLiad

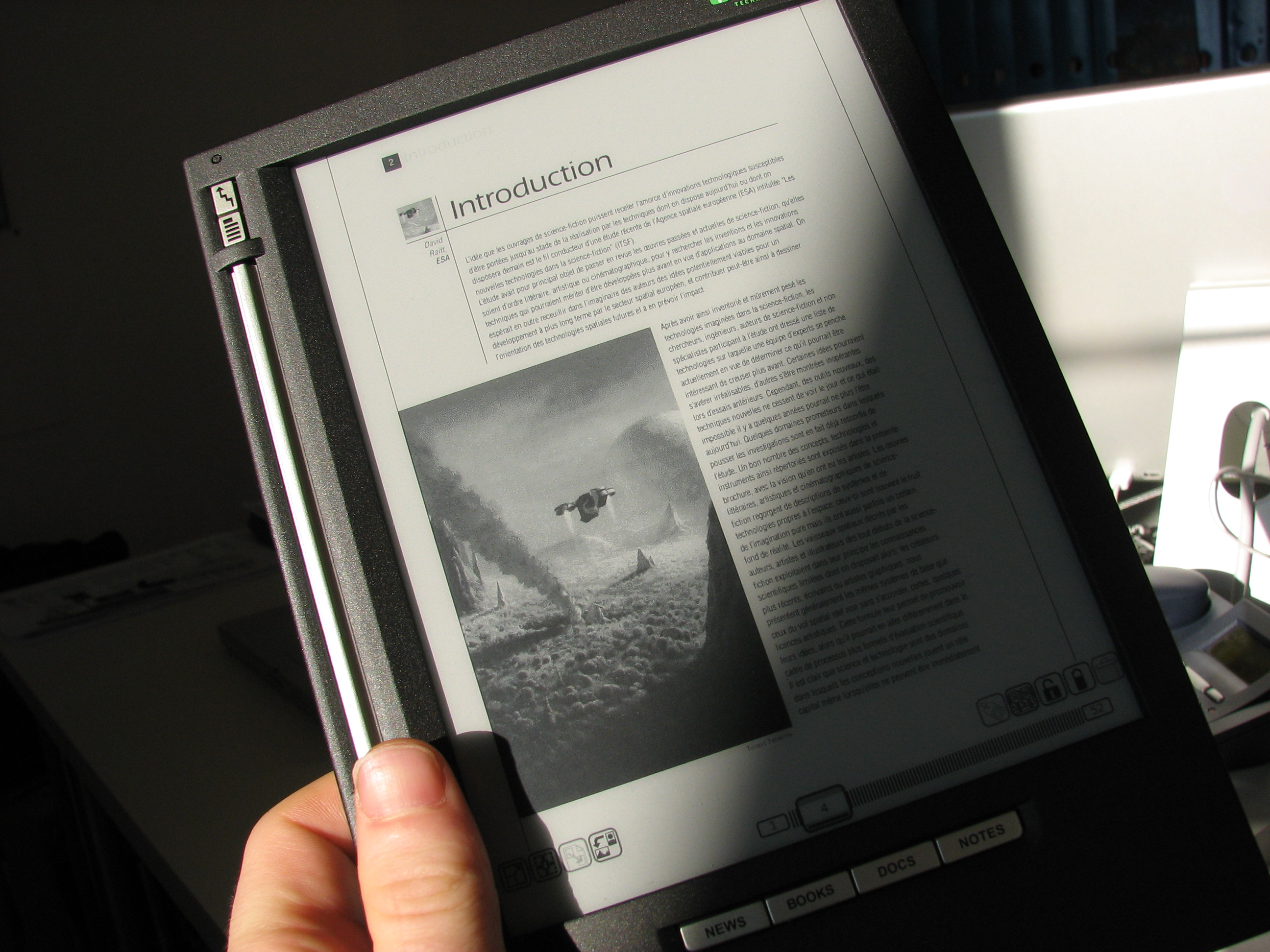

Das iLiad (engl. für Ilias) ist ein Lesegerät für E-Books mit einem Display aus elektronischem Papier. Der ILiad kann durch die Wacom Penabled-Technologie auch zum Zeichnen und Schreiben von Kommentaren auf dem Bildschirm verwendet werden. Der Datenaustausch erfolgt über USB-Kabel, SD-Karte oder WLAN. Das Display stammt von der E Ink Corporation. Die darstellbaren Formate sind PDF, XHTML, TXT, HTML, JPG, BMP, PNG und PRC. 
Der E-Book-Reader iLiad wurde im Sommer 2006 auf den Markt gebracht. Im September 2007 wurde das Gerät ER0150 herausgebracht. Im Juni 2008 kam das Modell ER0141 heraus, welches zusätzlich WLAN hat, jedoch ebenfalls die Schnittstellen für USB, LAN, SD-Karten und CF-Karten.
Im Sommer 2010 ging der Hersteller iRex Technologies, eine Tochtergesellschaft von Philips, insolvent. Der Vertrieb wurde daraufhin eingestellt. 

## Technische Daten
- Maße: 155 mm × 216 mm × 16 mm
- Gewicht: 390 g
- Laufzeit: ca. 21 Stunden
- Bildschirm:
  - 8,1 Zoll (20,6 cm) Display
  - Displayauflösung 768 × 1024 Pixel (160 dpi)
  - 16 Graustufen
- USB-Port
- CompactFlash Type II Steckplatz
- Multimedia Card Steckplatz
- 3,5 mm Stereo-Audioausgang
- Lan: 100 Mbit/s Ethernet (über Travel Hub)
- WLAN 802.11g (nur bei Modell ER0141)
- Integriertes Wacom® Penabled® Sensorboard
- 400 MHz Intel XScale-Prozessor
- 64 MB RAM
- 256 MB interner Flash-Speicher
- Linux-basiertes OS (2.4 kernel)